# Аспідові
Аспі́дові (Elapidae) — родина (або підродина) отруйних змій. Нараховує близько 30 родів і 180 видів, поширені переважно в тропічних та субтропічних країнах. Широко поширені кобри, мамби. Найбільше видів аспідових в Австралії, зовсім їх нема в Європі та на Мадагаскарі. У викопному стані аспідові відомі починаючи з міоцену (Франція). Укус великих Аспідових дуже небезпечний. Єгипетська кобра була обрана єгипетською царицею Клеопатрою для самогубства.

### Опис
Загальна довжина коливається в середньому від 70 см до 3 м. Голова вкрита великими щитками, відсутній виличний щиток, спереду закруглена, без шийного перехоплення, що переходить у тулуб. Очі з круглими зіницями. Лише у окремих видів має трикутну форму й відмежована різким шийним перехопленням. Тулуб здебільшого стрункий та тонкий. У скелеті немає рудиментів таза й задніх кінцівок. Ліва легеня відсутня. Спинна луска гладенька, нижня сторона тулуба вкрита сильно розширеними черевними щитками. За струнку статуру, гладеньку луску та великі щитки голови багато аспідів зовні дуже схожі з вужевими зміями. Тому нерідко їх називають також отрутними вужами. Однак така назва вносить неабияку плутанину, тому що серед самих вужевих теж є чимало отруйних видів.
Парні отруйні зуби містяться на передньому кінці помітно укороченої верхньощелепної кістки, вони значно більші, ніж інші зуби, загнуті назад й наділені каналом, по якому перетікає отрута. Будова цього каналу в найтиповішому варіанті наочно демонструє походження його від борозенки на передній поверхні зуба: передня стінка каналу утворена мовби зімкнувшись краями борозенки й на поверхні зуба помітний «шов», під яким розташовано канал. Отруйні зуби аспидів ще примітивні, оскільки вони розташовуються нерухомо у порожнині рота. У найпримітивніших австралійськи видів ще по 8—15 дрібних зубів розташовано на верхній щелепі, у більшості аспидів кількість цих зубів зменшено до 3—5, а в африканських мамб й американських аспідів на верхній щелепі вже немає ніяких зубів, окрім парних загнутих назад іклів з отрутою. Зазвичай на кожній верхньощелепної кістці є по 2 таких ікла, що розташовані поруч, але лише один з них функціонує в даний час, а інший є «заступником», що вступає в дію при втраті першого. Змії періодично втрачають свої отруйні зуби, тому їм на зміну виростають зуби—заступники, так що вони надійно забезпечені ними. Крім верхньощелепної кістки, піднебінна, птерігоїдна й зубні кістки також забезпечені дрібними зубами.
Забарвлення досить різноманітне, але найтиповіші два варіанти. Великі наземні й деревні форми (кобри, мамби тощо) мають однорідну або з неясним малюнком сіре, піщане, буре або зелене забарвлення тулуба. Дрібніші риючі форми (коралові аспіди) мають яскравий, контрасний малюнок тулуба, який складається з червоних, жовтих, чорних кілець, розташованих почергово.

### Спосіб життя
Раціон різноманітний — змії, ссавці, рептилії та земноводні, рідші птахи та безхребетні.
Отрута складається з багатьох компонентів, різної дії та неоднаковий за складом в різних видів. У цілому в отруті переважають нейротоксини, який викликають при укусі характерну клінічну картину. Прояви в області укусу майже не розвиваються (немає ні набрякання, ні почервоніння), смерть швидко настає внаслідок пригнічення нервової системи, в першу чергу паралічу дихального центру.
Переважають яйцекладні аспіди, але чимало й яйцеживородних видів. Живородіння властиво головним чином риючим формам, а також більшості австралійських аспідів. У деяких яйцекладніх видів (наприклад, у королівської кобри) кладка яєць охороняється самкою.

### Розповсюдження
Поширені у тропічних та субтропічних областях усіх материків (окрім Європи).

### Таксономічні нотатки
Типовим родом родини Elapidae був рід Elaps. Згодом рід Elaps був переміщений у іншу родину (зараз він знаходиться в родині Atractaspididae). Пізніше рід Elaps був перейменований на Homoroselaps. Назву родини Elapidae перейменовувати не стали, отже маємо тепер родину без типового роду.

## Підродини та роди
- Підродина Elapinae Boie, 1827
  - Рід Acanthophis Daudin, 1803
  - Рід Aspidelaps Fitzinger, 1843
  - Рід Aspidomorphus Fitzinger, 1843
  - Рід Austrelaps Worrell, 1963
  - Рід Brachyurophis Günther, 1863
  - Рід Bungarus Daudin, 1803
  - Рід Cacophis Günther, 1863
  - Рід Calliophis Gray, 1835
  - Рід Cryptophis Worrell, 1961
  - Рід Demansia Gray, 1842
  - Рід Dendroaspis Schlegel, 1848
  - Рід Denisonia Krefft, 1869
  - Рід Drysdalia Worrell, 1961
  - Рід Echiopsis Fitzinger, 1843
  - Рід Elapognathus Boulenger, 1896
  - Рід Elapsoidea Bocage, 1866
  - Рід Furina Dumeril, 1853
  - Рід Hemachatus Fleming, 1822
  - Рід Hemiaspis Fitzinger, 1861
  - Рід Hemibungarus Peters, 1862
  - Рід Hoplocephalus Wagler, 1830
  - Рід Loveridgelaps McDowell, 1970
  - Рід Micropechis Boulenger, 1896
  - Рід Micruroides Schmidt, 1928
  - Рід Micrurus Wagler, 1824
  - Рід Naja Laurenti, 1768
  - Рід Neelaps Günther, 1863
  - Рід Notechis Boulenger, 1896
  - Рід Ogmodon Peters, 1864
  - Рід Ophiophagus Günther, 1864
  - Рід Oxyuranus Kinghorn, 1923
  - Рід Parapistocalamus Roux, 1934
  - Рід Parasuta Worrell, 1961
  - Рід Paroplocephalus Keogh, Scott & Scanlon, 2000
  - Рід Pseudechis Wagler, 1830
  - Рід Pseudohaje Günther, 1858
  - Рід Pseudonaja Günther, 1858
  - Рід Rhinoplocephalus Muller, 1885
  - Рід Salomonelaps McDowell, 1970
  - Рід Simoselaps Jan, 1859
  - Рід Sinomicrurus Slowinski, Boundy & Lawson 2001
  - Рід Suta Worrell, 1961
  - Рід Toxicocalamus Boulenger, 1896
  - Рід Tropidechis Günther, 1863
  - Рід Vermicella Gray, 1858
  - Рід Walterinnesia Lataste, 1887
- Підродина Hydrophiinae Fitzinger, 1843
  - Рід Aipysurus Lacépède, 1804
  - Рід Emydocephalus Krefft, 1869
  - Рід Ephalophis Smith, 1931
  - Рід Hydrelaps Boulenger, 1896
  - Рід Hydrophis Latreille, 1801
  - Рід Kolpophis Smith, 1926
  - Рід Parahydrophis Burger & Natsuno, 1974
  - Рід Thalassophis Schmidt, 1852
- Підродина Laticaudinae Cope, 1879
  - Рід Laticauda Laurenti, 1768